# Eduardo Antonio Parra
Vous pouvez aider à l'améliorer ou bien discuter des problèmes sur sa page de discussion.
- Il ne cite pas suffisamment ses sources. Vous pouvez indiquer les passages à sourcer avec {{référence nécessaire}} ou {{Référence souhaitée}}, et inclure les références utiles en les liant aux notes de bas de page. (Marqué depuis avril 2024)
- Certaines informations devraient être mieux reliées aux sources mentionnées dans la bibliographie ou les liens externes. Améliorez sa vérifiabilité en les associant par des références. (Marqué depuis avril 2024)

- Archive Wikiwix
- Bing
- Cairn
- DuckDuckGo
- E. Universalis
- Gallica
- Google
- G. Books
- G. News
- G. Scholar
- Persée
- Qwant
- (zh) Baidu
- (ru) Yandex
- (wd) trouver des œuvres sur Wikidata

Pour les articles homonymes, voir Parra  (homonymie).
Eduardo Antonio Parra, né à León, État de Guanajuato, en 1965, est un écrivain mexicain.

## Biographie
Après des études de lettres hispaniques au Mexique, Eduardo Antonio Parra se consacre à l'écriture. Ses livres ont été publiés en Espagne, au Chili et en Uruguay et traduits vers l’anglais, le français et l’espagnol. Il a remporté plusieurs prix littéraires dont le Prix de la nouvelle « Juan Rulfo », en 2000, remis par Radio France International à Paris.
Auteur de nouvelles très réalistes, il met en scène des situations de violence, de désolation, des contrastes de la société. L'auteur dit lui-même de ses nouvelles qu'elles « laissent toujours une fente afin que, aussi bien les personnages que le lecteur, s’enfuient vers la fantaisie, vers l’onirisme, vers l’espoir – un espoir en tant que contraste, parce que les thèmes sont très forts et souvent désolants. C’est une fente, une petite crevasse pour s’échapper ».[réf. souhaitée]

## Œuvres
- Los límites de la noche (1996)
- Terra de nadie (1999)
- Nadie los vio salir (2001)
- Nostalgia de la sombra (2002)
- Parábolas del silencio (2007)
- Juárez. El rostro de piedra (2008)
- Sombras detrás de la ventana  (2009)
- Laberinto (2019)

### Traductions françaises
- « Vent hivernal », traduit par Marie-Ange Brillaud, Revue brèves spécial Mexique n°71, 2004
- « Le vide ultime », traduit par Marie-Ange Brillaud pour la Revue Siècle 21, 2004
- Terre de personne, traduction de Terra de nadie par Jean Bernier, Boréal, 2004
- « La Vitrine aux rêves », traduction de Serge Mestre, in Les Bonnes Nouvelles de l'Amérique latine, Gallimard, « Du monde entier », 2010  (ISBN 978-2-07-012942-3)
- Les Limites de la nuit, traduction de Los límites de la noche par François Gaudry, Zulma, avril 2011  (ISBN 978-2-84304-555-4)
- El Edén, traduction de Laberinto, par François-Michel Durazzo, Zulma, mai 2021  (ISBN 979-10-387-0004-8)

## Récompenses et distinctions
- (en) Eduardo Antonio Parra: Awards, sur l'Internet Movie Database